# 燕侯和
燕侯和姬和，諡號不詳，據學者考證，他為姬憲的兒子，為燕國第五任君主，也有學者認為他是召伯。到底是燕侯還是召伯還有待商榷。